# Bochtar
Bochtar, do roku 2018 Qurghonteppa resp. Kurgan-Ťube, je hlavní město Chatlonského vilájetu‎. Leží v jihozápadní části Tádžikistánu, asi 100 kilometrů jižně od Dušanbe. Ve městě žije zhruba 110 800 obyvatel (2019), což z něj činí třetí největší město v zemi. V minulosti žilo v Bochtaru velké množství Rusů. Během občanské války však bylo město poškozeno a 80% Rusů město opustilo. Bochtar je sídlem pro velkou část politické opozice tádžické vlády.

## Ekonomika
V Bochtaru je silně rozvinuto pěstování bavlny, dále také bankovnictví a telekomunikační služby.

## Galerie

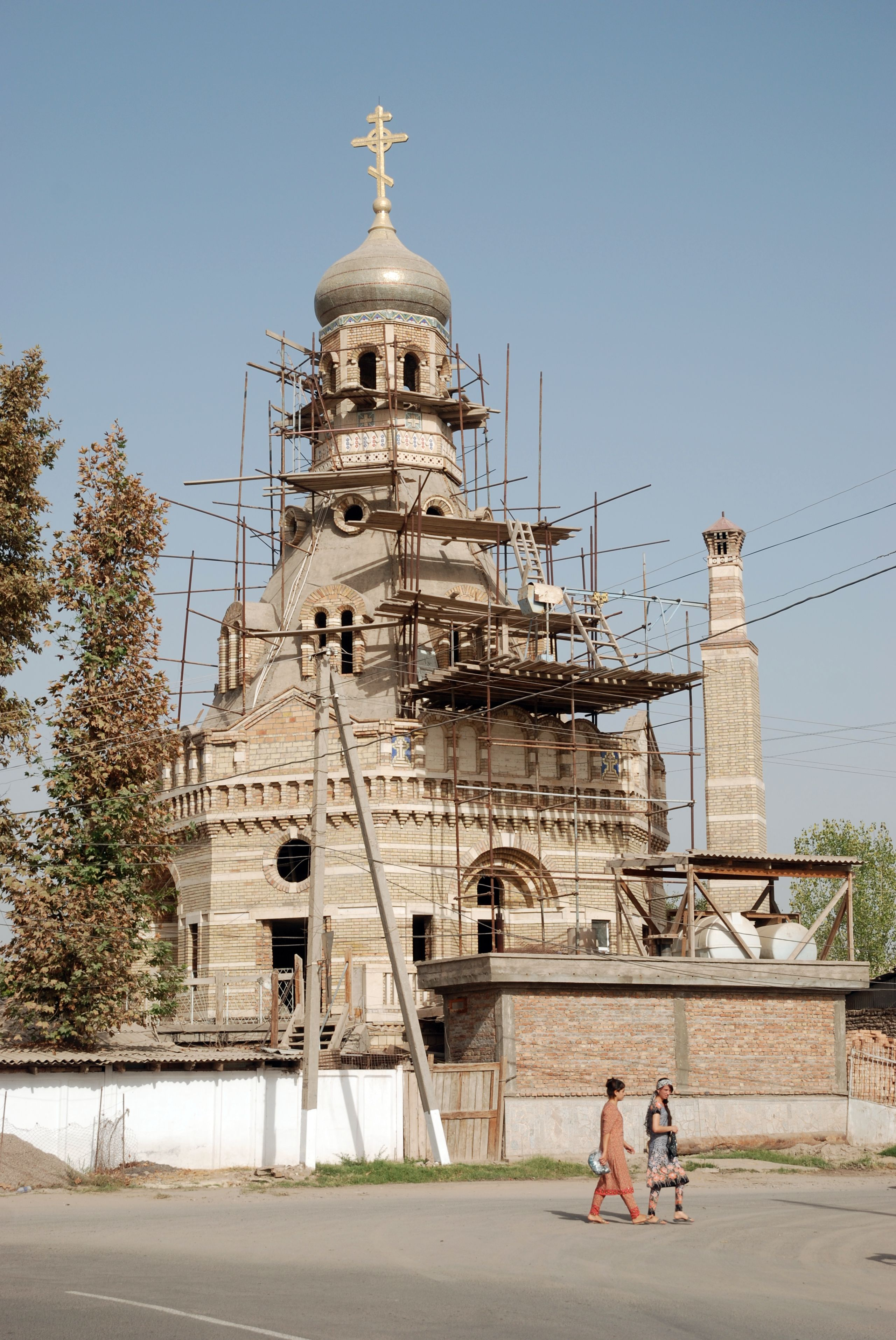
Ortodoxní kostel
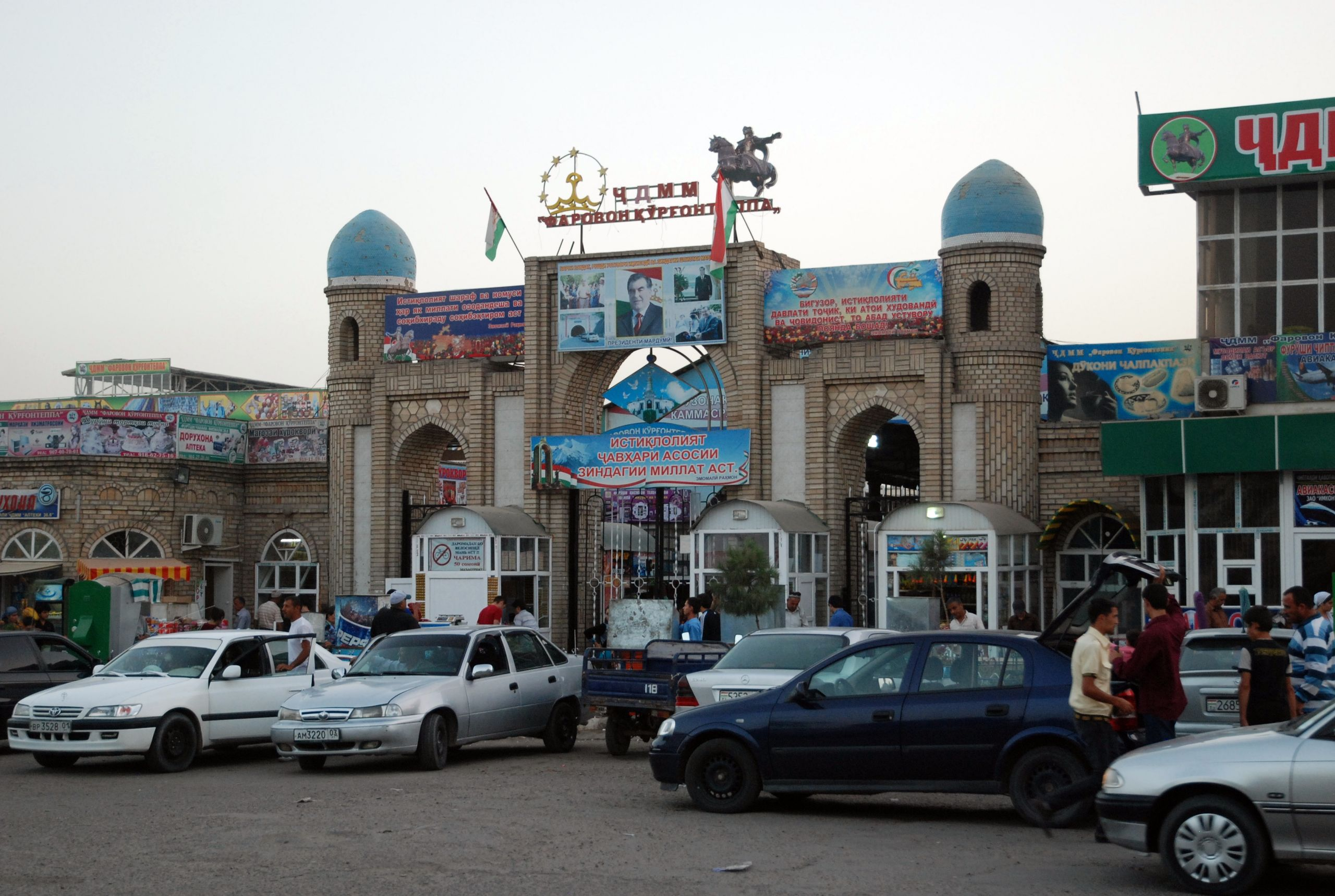
Obchodní dům
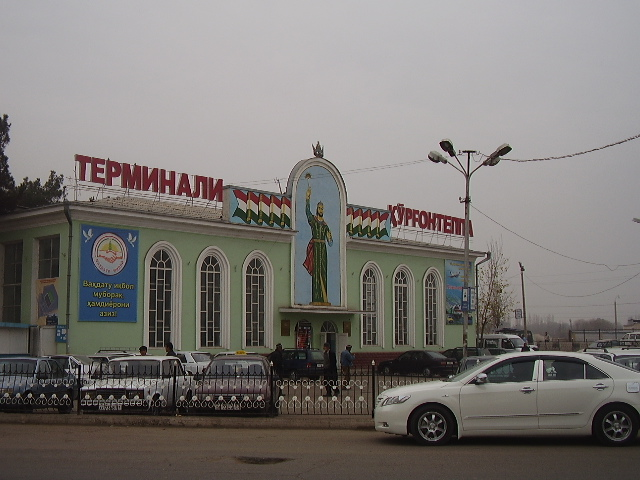
Letištní terminál
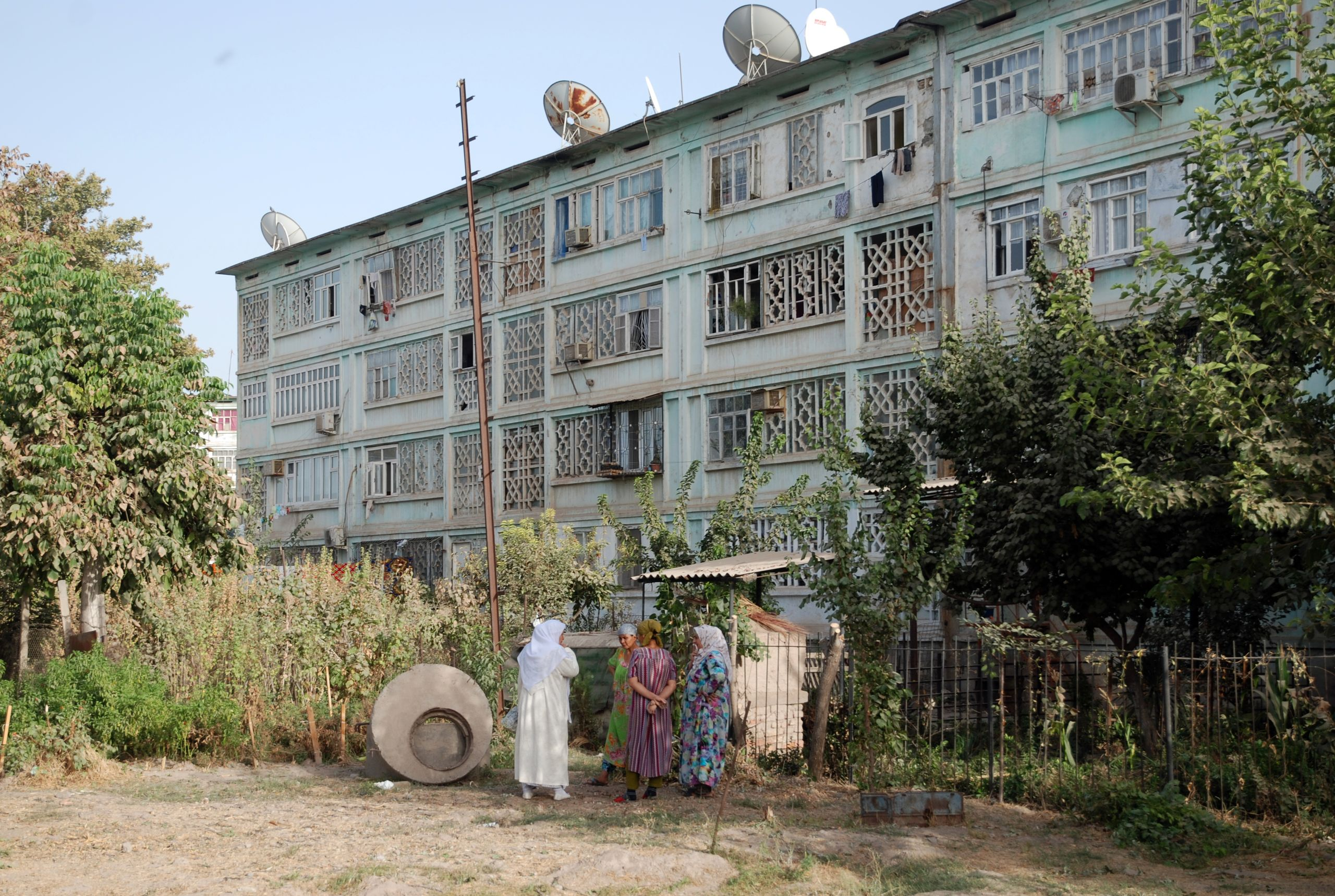
Dům v Bochtaru